# Pablo Arias Echeverría
Pablo Arias Echeverría (ur. 30 czerwca 1970 w Madrycie) – hiszpański polityk, deputowany do Parlamentu Europejskiego VII, VIII, IX i X kadencji.

## Życiorys
Uzyskał licencjat oraz magisterium w zakresie marketingu i zarządzania. Od 2000 do 2002 był zastępcą sekretarza wykonawczego firmy analitycznej IDC w Brukseli, a przez następne dwa lata kolejno asystentem i doradcą hiszpańskiego premiera José Aznara. Związany z think tankiem FAES, został również współpracownikiem Georgetown University.
W wyborach w 2009 z listy Partii Ludowej uzyskał mandat posła do Parlamentu Europejskiego. Przystąpił do grupy Europejskiej Partii Ludowej oraz do Komisji Rynku Wewnętrznego i Ochrony Konsumentów. W PE zasiadał do 2014, kiedy to nie utrzymał mandatu. Powrócił jednak do Europarlamentu w maju 2019 pod koniec VIII kadencji. W tym samym miesiącu został wybrany na eurodeputowanego IX kadencji. Z powodzeniem ubiegał się o reelekcję w 2024.